# Шпунц (фильм, 1938)
Шпунц (фр. Le Schpountz) — французский комедийный фильм 1938 года, поставленный режиссером Марселем Паньолем с Фернанделем, Оран Демази и Фернаном Шарпеном в главных ролях. В 1999 году Жерар Ури снял ремейк фильма с названием.

## Сюжет
Ирэн живет и работает в маленьком продуктовом магазине своего бездетного дяди, который его воспитал, и мечтает стать знаменитым и богатым киноактером с экзотической машиной. Однажды в деревне останавливается съемочная группа, и он пытается заинтересовать их своими нераскрытыми талантами. Они подыгрывают его одержимости, называя его деревенским идиотом или шпунцем и даже дать ему фальшивый контракт. Дядя высмеивает его наивность, а сочувствующая Франсуаза, член команды, предупреждает его, чтобы он не воспринимал это всерьез. Но Ирэн снимает свои сбережения и, сев на поезд до Парижа, приезжает в студию, из которой его постоянно вышвыривают. Сжалившись над ним, Франсуаза устраивает его помощником реквизитора.
Однако шутники, которые сначала заманили его в ловушку, затем используют его в другом трюке, чтобы разрушить захват напыщенного актера Галуберта под еще более напыщенным режиссером. Отправка его на съемочную площадку приводит к хаосу, но некоторые понимают, что он на самом деле смешной, а не жалкий, и ему дают роль. Фильм пользуется успехом, и публика предпочитает комедию Ирене величию Галубера. Руководитель студии дает ему настоящий контракт, который он не подпишет, пока не получит еще и Peugeot 601 Éclipse кабриолет, и на основании этого он делает предложение Франсуазе. Поженившись, они едут в деревню его дяди, где он входит в магазин один в одежде, в которой он ушел, говоря своему дяде, что его мечта о славе оказалась ложной, и просит вернуться домой снова. Дядя радуется, что оказался прав, и Ирэн приводит его жену. Дядя очень рад, что в магазине есть кто-то еще, пока Ирэн не велит ему посмотреть на машину снаружи и не откроет правду.